# Asociación de Fútbol de La Paz
La Asociación de Fútbol La Paz, de siglas AFLP es una de las 9 Asociaciones Departamentales de Fútbol de Bolivia y es la entidad rectora de las competiciones futbolísticas del departamento de La Paz.

## Historia
El fútbol llegó a Bolivia de la mano de los trabajadores ingleses y chilenos de la Bolivia Railway, la empresa adjudicataria de la administración del ferrocarril en el país, alrededor del año 1892.
Para 1899 el nuevo deporte había llegado a la Sede de Gobierno con gran éxito y se funda el primer club de fútbol de La Paz, La Paz F.B.C.
Prontamente comenzaron a aparecer varios equipos que disputaron partidos entre sí, siendo los principales de estos primigenios clubes, los mencionados Bolivia Railway, La Paz F.B.C. junto con Thunders, F.C., 20 de Octubre, Tidy F.B.C. y varios otros, hasta que hicieron su irrupción el Strong F.B.C y el Nimbles S.A., quienes protagonizaron la primera gran rivalidad del fútbol boliviano en 1908 y 1909 respectivamente.
Es al influjo de estos dos últimos, que se decide por fin crear una institución que se encargue de la regulación del fútbol en La Paz y organice los torneos, pues hasta el momento eran la Municipalidad y la Prefectura de La Paz las encargadas de realizarlos, pero de forma irregular.
Es así como el sábado 22 de febrero de 1914 a las 20.30 en la casa número 450 de la calle Sucre de la ciudad de La Paz se crea La Paz Football Association con la participación de los grandes prohombres del fútbol local, como fueron don Max de la Vega, exjugador del Nimbles y su primer presidente, junto Néstor Crespo, Carlos Matos y José Ponte que acompañaron al 'calixtino' en este histórico primer directorio. De parte de The Strongest F.B.C. estuvieron Víctor Manuel Franco y Ramón González en calidad de Vocales.
En 1953, La Paz Football Association, al influjo del "nacionalismo" de la Revolución Boliviana decide castellanizar su nombre y cambiarlo por Asociación de Fútbol de La Paz (AFLP), como se conoce actualmente.

#### Bodas de Oro 1964
En 1964 la Asociación de Fútbol de La Paz, en esos años la más poderosa del país, cumplió 50 años. Para conmemorarlo organizó el que hasta hoy se considera el campeonato internacional de clubes más importante jugado en Bolivia. Invirtió 200 000 dólares e invitó a Botafogo de Brasil, Boca Juniors de Argentina, Racing de Uruguay, Banik Ostrava de Checoslovaquia y The Strongest de Bolivia. Botafogo era uno de los equipos más poderosos del mundo, ya que contaba en sus filas con jugadores históricos como Garrincha, Didí, Nilton Santos, Jairzinho, Manga, Gérson y Amarildo, algunos de los cuales habían integrado la selección brasileña campeona del mundo de 1962 e integrarían la campeona mundial de 1970. Boca Juniors había salido subcampeón de la Libertadores del 63 y ese año ganó el torneo argentino. Contaba con cracks como Roma, Marzolini, Rattín o Silveira.
The Strongest ocupó el cuarto lugar después de haber derrotado 3 a 1 a Racing, empatado 0 a 0 con Boca, perdido 2 a 0 con Botafogo y perdido 3 a 1 con Banik Ostrava.
La gran final la disputaron argentinos y brasileños con triunfo de Botafogo por 2 a 1 con un partido memorable de Garrincha y la gran compañía de Jairzinho, que años después jugaría en Wilstermann. Así los brasileños se llevaron el trofeo del memorable Pentagonal. Alguna vez le preguntaron a Garrincha como hizo para jugar tan brillantemente en la altura de La Paz. El inolvidable Mané respondió: “Es que en mis tiempos no había altura”.

#### Centenario 2014
Con la aparición de la Liga la AFLP perdió mucha relevancia, hasta el punto de pasar por una grave crisis económica de la que recién se está recuperando.
Con gran esfuerzo la AFLP llega a cumplir los 100 años organizando aún los torneos de 1.ª de Ascenso en La Paz, cuyos campeones compiten en la Copa Simón Bolívar, la segunda división boliviana.
Por tanto, para 2014 concentra todos sus esfuerzos en recuperar su patrimonio inmobiliario, como por ejemplo el histórico edificio de la calle Juan de la Riva, que fue rehabilitado y re inaugurado durante los festejos del centenario a los que acudió el presidente del Estado Plurinacional de Bolivia don Evo Morales Ayma.
Así también, fueron recuperadas y mejoradas las canchas de la zona de 'Kilómetro 3', como también el complejo deportivo de Calacoto.
También tuvo lugar la edición de un libro que plasma la centenaria historia de la institución.
Es así que la AFLP se convirtió en el primer ente dedicado exclusivamente a la regulación y organización del fútbol en Bolivia y por mucho tiempo fue la máxima institución del fútbol boliviano, marcando su historia las etapas de los primeros 50 años del fútbol de este país.

## Torneos organizados
La AFLP, organiza entre sus afiliados anualmente torneos oficiales en las siguientes categorías:
- Primera "A"
- Primera "B"
- Primera de Ascenso
- Segunda de Ascenso
- Infantojuvenil
- Femenina
- Provincial

## Clubes afiliados (2022)
| Primera "A"                                          |                            |                                        |
| Equipo                                               | Ciudad                     | Fecha de fundación                     |
| Club Deportivo y Cultural 31 de Octubre              | La Paz                     | 21 de noviembre de 1954                |
| Club Academia del Balompié Boliviano (ABB)           | La Paz                     | 28 de junio de 1985                    |
| Club Deportivo Chaco Petrolero                       | El Alto                    | 15 de abril de 1944                    |
| Club Deportivo FATIC                                 | El Alto                    | 25 de marzo de 2000                    |
| Club Deportivo Integración de Clubes Campeones (ICC) | La Paz Achocalla           | 7 de enero de 2009                     |
| Club Deportivo Cultural Hiska Nacional               | La Paz                     | 25 de mayo de 1918                     |
| Club Deportivo Liga Deportiva Villa Copacabana       | La Paz                     | ?                                      |
| Club Deportivo, Social y Cultural Real Palcoma       | La Paz                     | 7 de agosto de 1957                    |
| Club Unión Maestranza de Viacha                      | Viacha                     | 6 de agosto de 1922                    |
| Club Deportivo Universitario                         | La Paz                     | 23 de septiembre de 1922               |
| Club Deportivo Virgen de Chijipata                   | Laja                       | 20 de octubre de 2011                  |
| Club Social Deportivo y Cultural White Star          | La Paz                     | 18 de abril de 1941                    |
| Primera "B"                                          |                            |                                        |
| Equipo                                               | Ciudad                     | Fecha de fundación                     |
| Club Atlético Magallanes                             | La Paz                     | 27 de mayo de 1925                     |
| Ayuda País Fútbol Club                               | La Paz                     | 6 de abril de 2006                     |
| Cobras Emprender Fútbol Club                         | La Paz                     | 1 de mayo de 2008                      |
| Club El Tejar                                        | La Paz                     | 30 de julio de 1957                    |
| Club Deportivo Fénix Caluyo                          | El Alto                    | 14 de diciembre de 2010                |
| Club Deportivo Ferroviario                           | La Paz                     | 6 de abril de 1929                     |
| Club Deportivo Mariscal Braun                        | La Paz                     | 25 de agosto de 1952                   |
| Club Atlético Paz García Romero                      | La Paz                     | 11 de marzo de 2014                    |
| Club Saavedra                                        | El Alto                    | 22 de julio de 2011                    |
| Club Deportivo Santos La Paz Norte Paceño            | Palos Blancos              | 2 de noviembre de 1998                 |
| Club Universidad Loyola                              | La Paz                     | 2006                                   |
| Primera de Ascenso                                   |                            |                                        |
| Equipo                                               | Ciudad                     | Fecha de fundación                     |
| Club Deportivo 16 de Julio                           | La Paz                     | 16 de julio de 1940                    |
| Club Atlantes                                        | La Paz                     | 27 de agosto de 1930                   |
| Club Cafetalero Caranavi                             | Caranavi                   | 2 de septiembre de 2008                |
| Club Deportivo DEA Municipal El Alto                 | El Alto La Paz (Río Abajo) | 25 de junio de 2006                    |
| Asociación Deportiva Club Deportivo Fénix            | La Paz                     | 25 de marzo de 2013                    |
| Club Deportivo Ingenio Fútbol                        | Sorata (Yani) La Paz       | 10 de noviembre de 2014                |
| Club Deportivo J&K                                   | La Paz                     | 20 de octubre de 2006                  |
| Club Deportivo Millonarios                           | El Alto                    | 12 de noviembre de 1998                |
| Club Deportivo Pachakuti                             | El Alto                    | 2004                                   |
| Club Deportivo Pilcomayo                             | La Paz                     | ?                                      |
| Club Deportivo Teniente Edmundo Andrade              | La Paz                     | ?                                      |
| Club Deportivo Tu Pasión La Paz                      | La Paz                     | 16 de agosto de 2014                   |
| Segunda de Ascenso                                   |                            |                                        |
| Equipo                                               | Ciudad                     | Fecha de fundación                     |
| Club Deportivo Álamos                                | El Alto                    | 16 de julio de 2014                    |
| Club Always Ready                                    | El Alto                    | 13 de abril de 1933                    |
| Club Deportivo Atlétic Leones El Alto                | El Alto                    | 30 de octubre de 2017                  |
| Club Atlético Barrera                                | El Alto                    | ?                                      |
| Club de Tenis La Paz                                 | La Paz                     | 22 de junio de 1925                    |
| Club Deportivo Cracks                                | La Paz                     | ?                                      |
| Club Deportivo Hermanos Torrez                       | El Alto                    | ?                                      |
| Asociación Deportiva Illimani Fútbol Club            | El Alto                    | 3 de diciembre de 2016                 |
| Club Atlético Independencia                          | La Paz                     | ?                                      |
| Club Deportivo JM Sport                              | La Paz                     | ?                                      |
| Club Deportivo New Stars                             | El Alto                    | 19 de marzo de 2020                    |
| Club Deportivo Soccer House Bolivia                  | La Paz                     | ?                                      |
| Club Deportivo Talento Boliviano                     | La Paz                     | 1 de mayo de 2010                      |
| Club Deportivo Talleres Corocoro                     | El Alto                    | 1984                                   |
| Club The Strongest                                   | La Paz                     | 8 de abril de 1908                     |
| Torneo Interprovincial                               |                            |                                        |
| Equipo                                               | Ciudad                     | Fecha de fundación                     |
| Liga Deportiva de Fútbol Omasuyos (Achacachi)        | Achacachi                  | 23 de marzo de 1983 31 de mayo de 2009 |
| Club Deportivo Águilas Paceñas Carabuco              | Carabuco                   | ?                                      |
| Club Deportivo Apóstol Santiago de Quime             | Quime                      | 25 de julio de 2021                    |
| Club Deportivo Chasquis Viacha                       | Viacha                     | ?                                      |
| Chinchaya Fútbol Club                                | La Paz (Chinchaya)         | ?                                      |
| Club Deportivo Comunidad Originaria Palcoma          | La Paz (Palcoma)           | ?                                      |
| Club Deportivo Carabuco                              | Carabuco                   | ?                                      |
| Club Deportivo Puerto Pérez                          | Puerto Pérez               | ?                                      |
| Club Deportivo Desaguadero                           | Desaguadero                | ?                                      |
| Fútbol Club Exaltación                               | Caranavi                   | ?                                      |
| Club Deportivo FC Chirapaca                          | Batallas (Chirapaca)       | ?                                      |
| Club Deportivo GAM Sica Sica                         | Sica Sica (Lahuachaca)     | 2022                                   |
| Club Deportivo Huatajata                             | Huatajata                  | ?                                      |
| Fútbol Club Jogo Bonito San Roque                    | El Alto (San Roque)        | 2020                                   |
| Club Deportivo Mayaya                                | Teoponte (Mayaya)          | ?                                      |
| Fútbol Club Millonarios Walipuni                     | Puerto Acosta              | ?                                      |
| Club Deportivo Municipal Ayo Ayo                     | Ayo Ayo                    | ?                                      |
| Club Deportivo Municipal Escoma                      | Escoma                     | ?                                      |
| Club Deportivo Municipal Huarina                     | Huarina                    | ?                                      |
| Club Deportivo Municipal Ichoca                      | Ichoca                     | ?                                      |
| Club Deportivo Municipal Inquisivi                   | Inquisivi                  | ?                                      |
| Club Deportivo Municipal Sica Sica                   | Sica Sica                  | 15 de enero de 2020                    |
| Club Huayna Potosí Palcoco                           | Pucarani (Palcoco)         | 29 de julio de 2007                    |
| Patacamaya Fútbol Club                               | Patacamaya                 | 2022                                   |
| Club Asociación de Fútbol Pucarani                   | Pucarani                   | 16 de julio de 1970                    |
| Club Deportivo Puma Tiahuanacu                       | Tiahuanacu                 | ?                                      |
| Club Deportivo San Andrés de Machaca                 | San Andrés de Machaca      | ?                                      |
| Club Deportivo San Pedro de Curahuara                | San Pedro de Curahuara     | ?                                      |
| Fútbol Club Deportivo Sapecho                        | Palos Blancos (Sapecho)    | ?                                      |
| Club Deportivo Sorata                                | Sorata                     | ?                                      |
| Club Deportivo Unión Municipal Laja                  | Laja                       | ?                                      |
| Yungueños Fútbol Club                                | Caranavi                   | ?                                      |
| Otros equipos                                        |                            |                                        |
| Equipo                                               | Ciudad                     | Fecha de fundación                     |
| Águilas Negras Caluyo Fútbol Club                    | El Alto                    | ?                                      |
| Club Atlético Jaguares                               | La Paz                     | 15 de febrero de 2020                  |
| Club Aguilasdam                                      | La Paz                     | 1 de diciembre de 2020                 |
| Club Deportivo Eva Perón                             | La Paz                     | 25 de mayo de 2002                     |
| Club Deportivo Municipal de Elite                    | La Paz                     | 18 de mayo de 2013                     |
| Club Deportivo Santa Fe                              | Pucarani                   | 20 de abril de 1996                    |
| CAMEN                                                | La Paz - Bajo Següencoma   | 25 de septiembre de 1998               |